# Ramphotyphlops endoterus
Ramphotyphlops endoterus este o specie de șerpi din genul Ramphotyphlops, familia Typhlopidae, descrisă de Waite 1918. Conform Catalogue of Life specia Ramphotyphlops endoterus nu are subspecii cunoscute.